# Diospyros revaughanii
Diospyros revaughanii är en tvåhjärtbladig växtart som beskrevs av I. Richardson. Diospyros revaughanii ingår i släktet Diospyros och familjen Ebenaceae. Inga underarter finns listade i Catalogue of Life.